# Yazalde
Yazalde, właśc. Yazalde Gomes Pinto (ur. 21 września 1988 w Vila do Conde) – portugalski piłkarz pochodzenia bissauskiego, występujący na pozycji napastnika.

## Kariera klubowa
Yazalde karierę rozpoczynał w 2006 roku w portugalskim drugoligowym zespole Varzim SC. Jego graczem był przez 2,5 roku. W styczniu 2009 roku podpisał kontrakt z zespołem SC Braga z Primeira Liga. Jednak jeszcze w tym samym miesiącu został wypożyczony do drugoligowego Rio Ave FC. W połowie 2009 roku wrócił do Bragi. W Primeira Liga zadebiutował 15 sierpnia 2009 roku w wygranym 1:0 pojedynku z Académiką Coimbra.
Na początku 2010 roku Yazalde wypożyczono do innego pierwszoligowego zespołu, SC Olhanense. Grał tam przez pół roku. Następnie, przez dwa kolejne lata, ponownie przebywał na wypożyczeniu w Rio Ave, grającym już w Primeira Liga. Następnie bywał wypożyczany do SC Beira-Mar i Astry Giurgiu. W 2014 roku wypożyczono go do FK Qəbələ, a w 2015 do Gil Vicente FC.

## Kariera reprezentacyjna
Yazalde jest byłym reprezentantem Portugalii U-21.